# Stade de Misr
Stade de Misr (arabe : ستاد مصر, aussi connu sous le nom Stade d’Égypte et Stade de la nouvelle capitale égyptienne) est un stade de la Nouvelle capitale administrative égyptienne en Égypte. Il a une capacité de plus de 93 940 personnes en faisant le plus grand stade d'Égypte et le deuxième d'Afrique, le plus grand du Moyen-Orient et le 4e plus grand stade de football au monde. Il devrait remplacer le stade international du Caire.
Il fera partie d'un complexe sportif plus vaste en construction depuis 2015. Il disposera d'une piste de course, comprendra un terrain d'entraînement, deux salles couvertes, une piscine olympique et d'autres bâtiments. Il est construit en tenant compte des possibilités de développement du pays. candidatures pour les Jeux olympiques ou la Coupe du monde de football.

## Histoire
La construction du stade a débuté en 2019 dans le cadre d'un grand complexe sportif olympique. Il a été conçu par les cabinets italiens SHESA Architects et MJW Structures, qui ont également travaillé sur le stade de Juventus de Turin et le stade Paul Biya de Yaoundé. Orascom Construction sera l'entrepreneur principal. L'achèvement est prévu en juin 2023.

## Conception
Le stade est construit sur un plan elliptique. Le toit est stylistiquement basé sur la coiffe de Néfertiti, l'ancienne reine égyptienne.